# Cục Sở hữu trí tuệ (Việt Nam)
Cục Sở hữu trí tuệ (tiếng Anh: Intellectual Property Office of Viet Nam, viết tắt là IP Viet Nam) là cơ quan trực thuộc Bộ Khoa học và Công nghệ, thực hiện chức năng giúp Bộ trưởng Bộ Khoa học và Công nghệ thống nhất quản lý nhà nước và đảm bảo các hoạt động sự nghiệp chuyên ngành về sở hữu trí tuệ trên phạm vi cả nước.

## Quá trình hình thành và phát triển
Thành lập Phòng Sáng chế phát minh, tổ chức tiền thân của Cục Sở hữu trí tuệ ngày nay.
Năm 1959, thành lập ủy ban Khoa học Nhà nước trong đó có Phòng Sáng kiến cải tiến kỹ thuật. Năm 1973, cục được đổi thành Phòng Sáng chế phát minh.
Cục Sáng chế
Ngày 29/7/1982, Hội đồng Bộ trưởng ban hành Nghị định số 125/HĐBT về việc sửa đổi tổ chức bộ máy của ủy ban Khoa học và Kỹ thuật Nhà nước trong đó có Cục Sáng chế là một đơn vị trực thuộc. Và, Ngày 29/7 đã chính thức trở thành ngày thành lập Cục Sáng chế, sau đó là Cục Sở hữu công nghiệp và Cục Sở hữu trí tuệ ngày nay.
Theo Điều lệ tổ chức và Hoạt động thì Cục Sáng chế được xây dựng trên cơ sở Phòng Sáng chế phát minh, có trách nhiệm giúp Chủ nhiệm ủy ban thực hiện chức năng thống nhất quản lý hoạt động sáng kiến, sáng chế và công tác sở hữu công nghiệp trong cả nước, bảo hộ pháp lý sáng chế và các đối tượng sở hữu công nghiệp; Cục có 05 phòng chuyên môn, nghiệp vụ. Tuy nhiên, trong thời kỳ đầu, Cục chưa thành lập các phòng mà vẫn tiếp tục duy trì các tổ chuyên môn.
Khi mới thành lập, Cục có 27 cán bộ, được tổ chức thành 02 tổ chuyên môn: Tổ Quản lý và Tổ Thông tin.
Cục Sở hữu công nghiệp
Ngày 22/5/1993, Chính phủ ban hành Nghị định số 22-CP quy định chức năng, nhiệm vụ, quyền hạn và tổ chức bộ máy của Bộ Khoa học, Công nghệ và Môi trường. Theo đó, Cục Sáng chế được đổi tên thành Cục Sở hữu công nghiệp.
Cục đã tổ chức lại các hoạt động chuyên môn, nghiệp vụ, thống nhất các thủ tục xác lập quyền theo nguyên tắc một đầu mối; củng cố các Phòng chuyên môn, nghiệp vụ.
Về cơ cấu tổ chức, Cục có 7 phòng, 01 trung tâm, 03 bộ phận chuyên môn, nghiệp vụ và 01 văn phòng quản lý dự án.
Cục Sở hữu trí tuệ
Ngày 19/5/2003, Chính phủ ban hành Nghị định số 54/2003/NĐ-CP quy định chức năng, nhiệm vụ, quyền hạn và tổ chức bộ máy của Bộ Khoa học và Công nghệ. Theo đó, Cục Sở hữu công nghiệp được đổi tên thành Cục Sở hữu trí tuệ.
Ngày 25/6/2004, Bộ trưởng Bộ Khoa học và Công nghệ ký Quyết định số 14/2004/QĐ-BKHCN ban hành Điều lệ Tổ chức và Hoạt động của Cục Sở hữu trí tuệ.

## Chức năng
Cục Sở hữu trí tuệ có 19 nhiệm vụ chính. Tuy nhiên có thể khái quát thành 5 nhiệm vụ trọng tâm cơ bản sau: 
- Chủ trì, phối hợp với các cơ quan có liên quan xây dựng và hoàn thiện hệ thống văn bản pháp luật về SHTT; xây dựng chiến lược, quy hoạch, kế hoạch, chương trình, dự án, biện pháp đẩy mạnh hoạt động và phát triển hệ thống SHTT trong phạm vi cả nước;
- Thực hiện chức năng quản lý nhà nước trong việc xác lập và bảo vệ quyền SHTT tại Việt Nam cho các tổ chức, cá nhân;
- Thực hiện các hoạt động hợp tác quốc tế về SHTT;
- Hướng dẫn, chỉ đạo nghiệp vụ chuyên môn về SHTT cho các cơ quan quản lý SHTT thuộc các Bộ, ngành và địa phương trong cả nước;
- Thực hiện chức năng bảo đảm các hoạt động sự nghiệp chuyên ngành: tuyên truyền, phổ biến, giáo dục pháp luật về SHTT; đào tạo, bồi dương chuyên môn, nghiệp vụ, nghiên cứu khoa học về SHTT; hỗ trợ và tư vấn về thủ tục xác lập, quản lý, sử dụng và chuyển giao, chuyển nhượng giá trị quyền SHTT; xây dựng, quản lý và tổ chức khai thác cơ sở dữ liệu thông tin sở hữu công nghiệp.

## Lãnh đạo Cục[2]
- Cục trưởng: Lưu Hoàng Long
- Phó Cục trưởng:

1. Trần Lê Hồng
2. Nguyễn Văn Bảy
3. Lê Huy Anh
4. Trần Quang Hưng

## Cơ cấu tổ chức[3]

### Khối quản lý nhà nước
1. Văn phòng Cục
2. Phòng Kế hoạch - Tài chính
3. Phòng Tổ chức cán bộ
4. Phòng Đăng ký
5. Phòng Pháp chế và Chính sách
6. Phòng Hợp tác quốc tế
7. Phòng Thanh tra và Giải quyết khiếu nại

### Khối đơn vị sự nghiệp
1. Trung tâm Thẩm định Sáng chế
2. Trung tâm Thẩm định Nhãn hiệu
3. Trung tâm Thẩm định Nhãn hiệu quốc tế, Chỉ dẫn địa lý và Kiểu dáng công nghiệp
4. Trung tâm Phát triển tài sản trí tuệ